# 三玉村
三玉村（みたまむら）は、熊本県の北部、鹿本郡にかつてあった村。

## 歴史
- 1889年（明治22年）4月1日 - 町村制施行に伴い、山鹿郡蒲生村、久原村、上吉田村が合併し、三玉村が発足。
- 1896年（明治29年）4月1日- 山鹿郡と山本郡が合併して鹿本郡となる。
- 1954年（昭和29年）4月1日 - 鹿本郡山鹿町、八幡村、米田村、三岳村、平小城村、大道村、川辺村と合併して山鹿市となり消滅。